# Préface (liturgie)
Pour les articles homonymes, voir préface.
Dans la messe du rite romain, la préface est cette partie de la prière eucharistique où s'exprime surtout l'action de grâce : « le prêtre, au nom de tout le peuple saint, glorifie Dieu le Père et lui rend grâce pour toute l´œuvre de salut ou pour un de ses aspects particuliers, selon la diversité des jours, des fêtes ou des temps ». 

## Structure

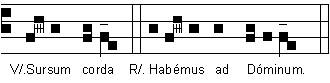

Elle est introduite par le dialogue suivant (chanté ou dit) entre le célébrant et l'assemblée :
Célébrant : Le Seigneur soit avec vous.

Assemblée : Et avec votre esprit.

Célébrant : Élevons notre cœur.

Assemblée : Nous le tournons vers le Seigneur.

Célébrant : Rendons grâce au Seigneur notre Dieu.

Assemblée : Cela est juste et bon,.
La préface est ensuite divisée en trois parties :
1. Une introduction, durant laquelle le célébrant reprend et développe légèrement la réponse de l'assemblée : « Vraiment, il est juste et bon de te rendre gloire, de t'offrir notre action de grâce, toujours et en tout lieu, à toi, Père très saint, Dieu éternel et tout-puissant, par le Christ, notre Seigneur[5]. »
2. Une deuxième partie, la plus importante, qui dépend du propre du jour[4]. Ces formules sont concises, mais riches de doctrine théologiques. Elles décrivent le mystère particulier que l'on découvre dans la liturgie du jour. On compte quatre-vingts environ de préfaces, symbole de la richesse du mystère de la célébration, dans le Missel romain[4].
3. Une formule de conclusion commençant généralement par « Et ideo » (c'est pourquoi), introduisant alors le Sanctus. Cette formule de conclusion évoque la plupart du temps les anges, puisque ce sont eux qui ont chanté le Sanctus. Il existe plusieurs variantes de la formule.

## Les préfaces
Au XVIe siècle, la liturgie romaine en réduisit le nombre, qui se stabilisa à une quinzaine dans le Missel  tridentin (une préface commune privée de la deuxième partie, quatre du temps, trois du commun et sept propres). Mais on en a ensuite augmenté beaucoup le nombre. La plus récente édition du Missel romain, celle de 2002, en a 77.
Il existe de nombreuses variantes, les plus connues étant les préfaces dites ordinaires, chantées pour les messes de semaine, et les préfaces dites de la Trinité, chantées les dimanches ordinaires. Ensuite, il existe des préfaces propres à Noël, à la fête du Christ-Roi, à l'Assomption, à l'Ascension, etc., ou pour des événements spéciaux : messe en l'honneur d'un pontife, pour une vierge martyre, etc. Certains pays ou diocèses peuvent avoir des préfaces propres pour leurs saints nationaux.

## Valeur musicale
Étant une pièce de l'ordinaire de la messe, la préface est un chant invariable, ainsi qu'en alternance entre le célébrant et l'assemblée. D'où, la formule en monodique adapte à la liturgie. Si solennelle, mais la version du chant grégorien était composée sur le simple code do - ré - mi (code-mère Mi). C'est le quilisma qui enrichit aisément la musicalité de ce passage : 

### Articles liés
- Messe
- Sursum corda
- Chant grégorien